# Ghiacciaio Salmon
Il ghiacciaio Salmon è un piccolo ghiacciaio lungo circa 7 km situato nella regione centro occidentale della Dipendenza di Ross, nell'Antartide orientale. Il ghiacciaio, il cui punto più alto si trova a circa 1100 m s.l.m., si trova in particolare all'estremità settentrionale dei colli Denton, sulla costa di Scott, dove fluisce verso est costeggiando il versante meridionale del colle Salmon, ossia dalla parte opposta del ghiacciaio Blackwelder, fino a terminare il proprio percorso nell'entroterra dell'omonima valle.

## Storia
Il ghiacciaio Salmon è stato scoperto e mappato durante la Spedizione Discovery, condotta da 1901 al 1904 e comandata da Robert Falcon Scott, ed era stato battezzato da quest'ultimo con il nome di "ghiacciaio Davis", tuttavia esso è stato poi ribattezzato con il suo attuale nome, scelto in virtù della sua forma ("salmon" in inglese significa "salmone"), dai membri del reparto neozelandese della Spedizione Fuchs-Hillary perché non si confondesse con l'altro ghiacciaio Davis, situato più a nord.